# Hopewell (Illinois)
Hopewell – wieś w hrabstwie Marshall, w Illinois, w USA.

## Demografia
W 2023 roku populacja Hopewell wynosiła 418 osób. Powierzchnia wsi wynosi 2,94 km².